# 丸山克俊
丸山 克俊（まるやま かつとし、1951年1月4日 - 2020年1月14日）は、日本の教育学者、東京理科大学理工学部教授。専門は、スポーツ教育学、コーチング学、子どもの健康教育学。
長野県飯田市出身。1969年、長野県飯田高等学校卒業。1973年、日本体育大学体育学部体育学科卒業。1975年、日本大学大学院文学研究科教育学専攻（体育学コース）修士課程修了。1977年、東京理科大学理工学部教養助手。1978年、日本大学大学院文学研究科教育学専攻博士課程満期退学。1984年、東京理科大学理工学部教養講師、1988年、同助教授、2003年、同教授。東京理科大学のソフトボール部を自ら創設し、監督・総監督として、全日本大学選手権大会14回出場・ベスト8を3回という実績を残した。
学外では、日本スポーツ方法学会理事、日本幼少児健康教育学会理事長・副会長・会長・特別顧問、身体運動文化学会理事、日本コーチング学会理事、関東大学ソフトボール連盟理事長などを務めた。

## 著書
- 『攻撃ソフトボール 技術と練習法』（成美堂出版）
- 『わかりやすいソフトボールのルール〔2008年〕』（成美堂出版）
- 『今日から始める簡単ソフトボール 明るく！楽しく！元気に！うるおい生活シリーズ』（三省堂書店）
- 『実践スポーツ教育論 増補版 グラウンドで学ぶ人生の知恵』（学文社）
- 『実践スポーツ教育論 教育としてのスポーツを考える』（学文社）
- 『ソフトボール コーチングforジュニア』（ベースボール・マガジン社）
- 『レクリエーションとしてのソフトボール ソフトボール教育論』（ベースボール・マガジン社）
- 『幼児と保育者の心のかよいあい シリーズこれからの幼児教育 19』（明治図書出版）
- 『ソフトボール ここから始めよう 功撃・守備の基本と戦い方 012スポーツ・シリーズ』（大泉書店）
- 『保健衛生と健康スポーツ科学』（篠原出版新社）鈴木大地、白石安男共著

## 関連人物
- 白石安男 - 学生時代に体育実技（卓球）の指導を受けた。
- 扇原淳 - 学生時代に体育実技（卓球）の指導を受けた。
- 高橋華王
- 酒井シヅ - 丸山に近代衛生行政史などを指導。